# Candy Shop
"Candy Shop" é o segundo single do rapper 50 Cent do seu segundo álbum comercial, The Massacre (2005). com participação de Olivia, e foi escrito por 50 Cent.
"Candy Shop" alcançou o primeiro lugar na Billboard Hot 100. No Grammy Awards de 2006, foi indicado ao prêmio de Melhor Canção de Rap, e no MTV Video Music Awards de 2005, o clipe foi indicado ao prêmio de Melhor Vídeo Masculino .

## Antecedentes
Em uma entrevista dada a revista XXL, o rapper Fat Joe afirmou que ele ajudou a produzir a faixa enquanto trabalhava com Scott Storch. Ele declarou: "Tenho certeza que o mundo todo sabe que nós produzimos "Candy Shop" juntos. Eu produzi com ele (Storch)... Scott me chamou, 50, 100 vezes. 'Ei, tem certeza de que ele não quer?' 50 Cent chamou-me, 50 Cent me quer. Eu nunca tive problemas com o cantor. Quando escreveu a canção, 50 Cent afirmou: "Tentei ser o mais sexual possível, a partir de uma perspectiva masculina, sem ser vulgar ou obsceno". Na introdução do single, 50 disse: "So seductive", em uma alusão a canção de Tony Yayo "So Seductive", devido ao fato de Yayo lançar antes de "Candy Shop".

## Estilo e produção
"Candy Shop" é uma música para pistas de dança com um número médio de batidas por minuto. O single, o qual foi produzido oficialmente por Scott Storch, contém samples de "Love Break", canção de Salsoul Orchestra. A produção foi descrita pela IGN como tendo um "tom de Oriente Médio" para "desencadear uma sintetização que soa muito parecido com Timbaland, The Neptunes, Mannie Fresh ou algo semelhante". The Guardian também que escreveu que a canção contém "pequenas imitações do Neptunes, um funk diferenciado". PopMatters descreveu o refrão como "relaxado, mas mesmo assim sinistro", no qual 50 Cent e Olivia cantaram "Garota o que nós fazemos (o que nós fazemos) / E onde nós fazemos (e onde nós fazemos) / As coisas que nós fazemos (coisas que nós fazemos) / São só entre mim e você (oh yeah)". A Rolling Stone também observou que o refrão é "uma demostra de um croon tenor."

## Desempenho
"Candy Shop" teve um bom desempenho nos Estados Unidos, tornando-se o terceiro single número um do 50 Cent. A música estreou em #53 na Billboard Hot 100. Em sua segunda semana no gráfico, a música pulou para o 30º lugar. "Candy Shop", em seguida, saltou para o # 8 em sua terceira semana. Na quarta semana, a música ficou em # 2. Atingiu o primeiro lugar em sua quinta semana, onde permaneceu por nove semanas consecutivas. Permaneceu no gráfico por 23 semanas. A faixa alcançou o número um nas paradas Hot R&B / Hip-Hop. A RIAA certificou a faixa Platinum em 2006. Em toda a Europa, a música alcançou o número um na Áustria, Bélgica, Alemanha e Suíça, e os cinco primeiros na Irlanda, Noruega, Holanda e Reino Unido. Na Austrália, a faixa atingiu o número três, foi certificada Platinum pela Australian Recording Industry Association, e no gráfico de final de 2005, foi listada na posição #24. Chegou ao número dois na Nova Zelândia. 

## Videoclipe
O videoclipe foi dirigido por Jessy Terrero de 11 a 12 de janeiro de 2005 e filmado em Hollywood, Califórnia. 50 Cent disse: "nós tentamos fazer algo um pouco diferente" O vídeo apresenta Olivia como a principal dançarina e vários modelos, apresenta aparições dos membros da G-Unit, Lloyd Banks e Young Buck. Foi indicado ao prêmio de Melhor Vídeo Masculino no MTV Video Music Awards de 2005, mas perdeu para "Jesus Walks" de Kanye West.

## Versões
- Single para CD

1. "Candy Shop" (versão CD)
2. "Disco Inferno" (versão CD)

- Single Internacional[9]

1. "Candy Shop" (versão CD)
2. "Disco Inferno" (versão CD)
3. "Candy Shop" (instrumental)

- Maxi single[10]

1. "Candy Shop" (versão CD)
2. "Candy Shop" (versão CD)
3. "Candy Shop" (instrumental)
4. "Candy Shop (vídeo)

## Posições nas paradas
"Candy Shop" atingiu a primeira posição em vários países da Europa e na Billboard Hot 100 dos EUA, ficando por 23 semanas na parada. Além de ser premiado com Disco de Platina pela RIAA em 2006, devido as mais de um milhão de cópias vendidas no país. O single atingiu também o topo do Hot R&B/Hip-Hop, Hot Rap Tracks, Rhythmic Top 40 e na parada de vendas digitais da Billboard, a Digital Songs. Embora o single atingiu a posição máxima na 3ª colocação da ARIA Charts, ele foi certificado com Disco de Platina pela mais de 75 mil cópias vendidas na Austrália.
| País/Parada (2005)                               | Melhor posição |
| ------------------------------------------------ | -------------- |
| Áustria - Austrian Singles Chart                 | 1              |
| Bélgica - Belgian Singles Chart                  | 1              |
| Alemanha - German Singles Chart                  | 1              |
| Suíça - Swiss Singles Chart                      | 1              |
| Estados Unidos - Billboard Hot 100               | 1              |
| Estados Unidos - Billboard Rhythmic Top 40       | 1              |
| Estados Unidos - Billboard Hot R&B/Hip-Hop Songs | 1              |
| Estados Unidos - Billboard Hot Rap Tracks        | 1              |
| Estados Unidos - Billboard Pop 100               | 2              |
| Estados Unidos - Billboard Top 40 Mainstream     | 5              |
| Irlanda - Irish Singles Chart                    | 2              |
| Nova Zelândia - New Zealand Singles Chart        | 2              |
| Noruega - Norwegian Singles Chart                | 2              |
| Austrália - Australian Singles Chart             | 3              |
| Países Baixos - Dutch Singles Chart              | 4              |
| Reino Unido - UK Singles Chart                   | 4              |
| Canadá - Canadian Singles Chart                  | 7              |
| França - French Singles Chart                    | 8              |
| Finlândia - Finnish Singles Chart                | 11             |
| Suécia - Swedish Singles Chart                   | 18             |

| País/Parada(2000–2009)          | Posição |
| ------------------------------- | ------- |
| Alemanha - German Singles Chart | 98      |

| País                  | Certificação | Vendas     |
| --------------------- | ------------ | ---------- |
| Estados Unidos - RIAA | Platina      | 1,000,000+ |
| Alemanha - BVMI       | Ouro         | 150,000+   |
| Austrália - ARIA      | Platina      | 75,000+    |
| Brasil - ABPD         | Ouro         | 50,000+    |